# Gian Giacomo Mora
Gian Giacomo Mora (1587 – Milano, 1º agosto 1630) è stato un cittadino milanese processato e condannato a morte perché ritenuto un untore durante la grande peste del 1630.
Fu giustiziato il 1º agosto 1630 a Milano durante la dominazione spagnola.

## Biografia

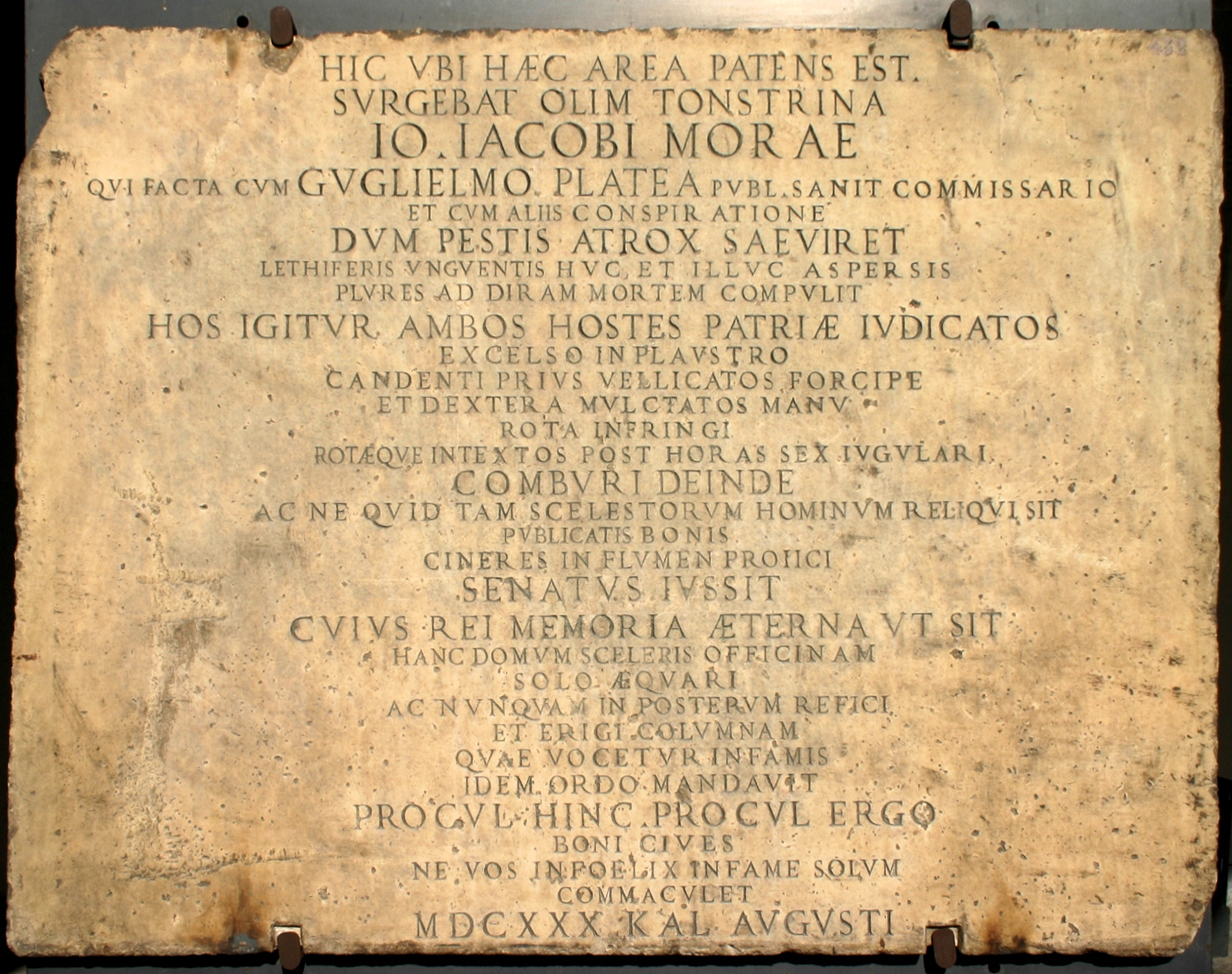
La lapide, una volta presso la colonna, conservata adesso al Castello sforzesco

Cittadino del Ducato di Milano, barbiere, in occasione dell'epidemia di peste che aveva colpito Milano aveva iniziato a produrre (con il consenso dei Commissari alla Sanità) un unguento che avrebbe dovuto difendere dal contagio. Molti cittadini lo comprarono e tra questi il commissario di Sanità Guglielmo Piazza che, per la sua particolare posizione, si riteneva più degli altri esposto al contagio.
Accadde però che il Piazza, veduto in atteggiamento che fu definito "sospetto" da una testimone, una donna del popolo di nome Caterina Rosa, fu arrestato sotto l'accusa di essere un untore. Questi negò ogni addebito, ma dopo tortura confessò di essere un untore e di aver ricevuto l'unguento pestifero dal Mora. Un'immediata ispezione a casa di quest'ultimo portò al ritrovamento delle varie sostanze che il barbiere usava come lozioni per il suo lavoro, ma anche di polveri e sostanze che furono ritenute sospette (soprattutto un recipiente nel retrobottega contenente acqua e una sostanza non ben identificata sul fondo che alcuni ritennero fosse secrezione di origine umana, definita nei documenti "smoiazzo di morto") e due contenitori pieni di escrementi umani, cosa che insospettì gli ispettori perché la casa aveva il condotto della latrina al piano superiore (il Mora si giustificò di questo dicendo che, a causa del pericolo di contagio per la sua famiglia, lui che aveva contatti maggiori con altre persone viveva in quel periodo nella bottega a piano terra).

### Il processo e la condanna
Mora fu arrestato il 26 giugno del 1630, con l'accusa di aver prodotto un unguento che non era un rimedio contro la peste bensì un prodotto malefico e che questo sarebbe stato utilizzato da Guglielmo Piazza (dietro richiesta del Mora, presumibilmente per denaro) per diffondere il contagio. Mora negò dapprima ogni accusa, ma poi, incalzato dai giudici e soprattutto sottoposto a tortura, finì per confessare e chiamare in correità altre persone, molte delle quali furono poi condannate, come lui, alla pena capitale.

### L'esecuzione

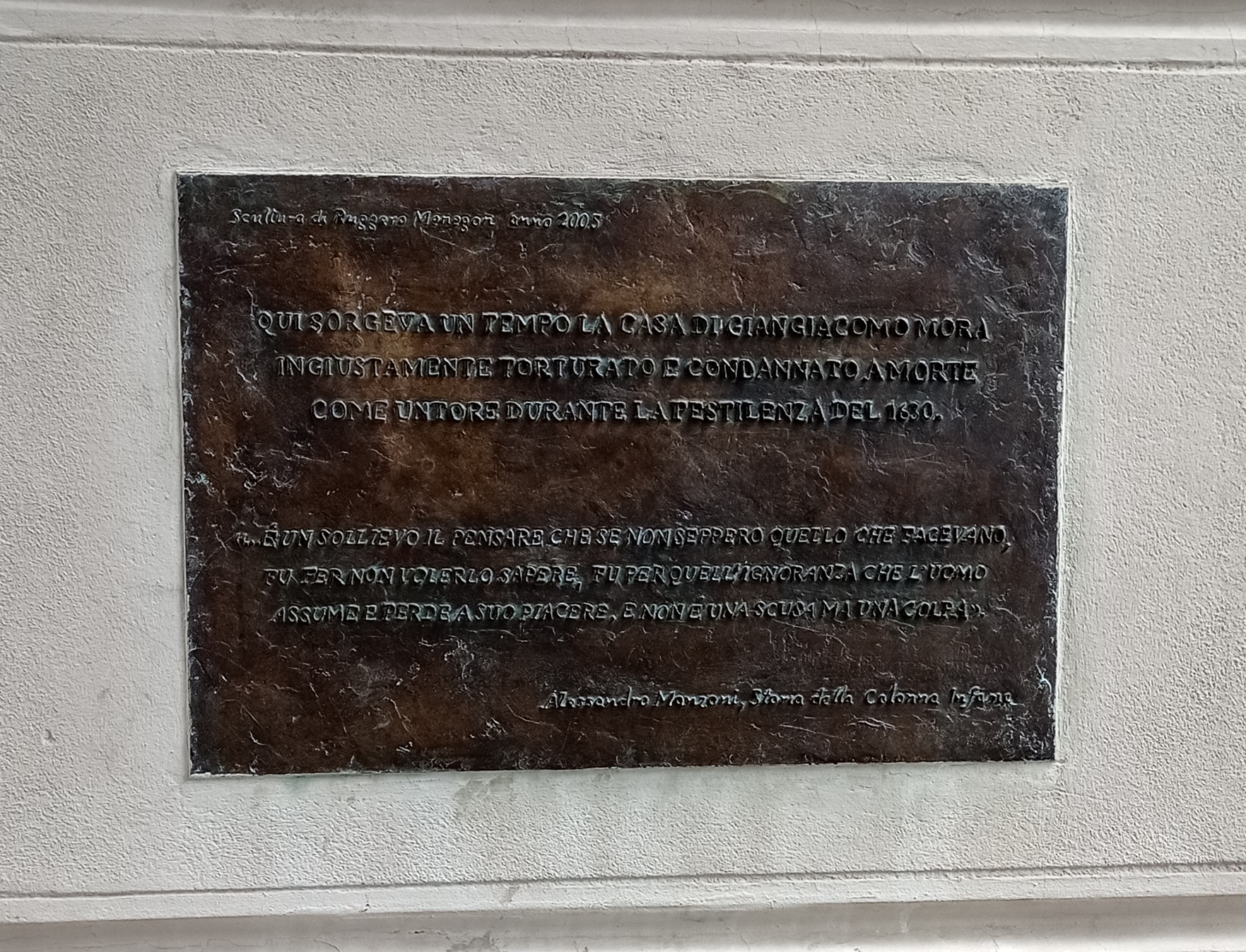
Targa commemorativa di Giacomo Mora, nel luogo della sua casa (2005).

Riconosciuto quindi colpevole fu (insieme al Piazza) attanagliato con pinze roventi, gli fu mozzata la mano destra e gli vennero spezzate tutte le ossa del corpo, poi fu piegato tra i raggi di una ruota ed esposto al pubblico per sei ore dopo le quali fu finalmente ucciso mediante taglio della gola. Il corpo fu bruciato e le ceneri disperse nel Canale Vetra.
La sua casa fu distrutta ed al suo posto fu eretta una colonna (chiamata "infame") che ricordava il processo e le pene inflitte ai due untori.
Sul muro dell'edificio di fronte fu applicata una lapide nella quale era riassunta la vicenda ed erano descritte le pene comminate, nei loro particolari, perché servisse da monito ai cittadini.
Insieme al Mora ed al Piazza furono giustiziati: Gerolamo Migliavacca, detto il "Forbiciaro" con suo figlio Gaspare, Francesco Manzoni detto "Bonazzo", Caterina Rozzana, Giacomo Maganzo, Giovanni Andrea Barbero, Giovanni Battista Bianchino, Martino Recalcato, Pietro Gerolamo Bertone e Giovanni Paolo Pigotta. Quest'ultimo infetto di Peste è portato dal Lazzaretto a Porta Vercellina dove viene impiccato per un piede e dopo quattro ore "archibugiato dal mastro di Giustizia". Poiché Giovanni Battista Farletta era morto in carcere prima della sentenza, si bruciò un fantoccio in sua vece. In tutto furono giustiziate 13 persone.
Sul frontespizio della sentenza con la quale Piazza, Mora e gli altri furono condannati compare come raffigurazione del principale colpevole il ritratto di un uomo chiamato Aldrui D'Orsa a noi rimasto per il resto sconosciuto, in quanto non è menzionato da nessuno di coloro che studiarono successivamente il caso.
La colonna fu abbattuta il 25 agosto 1778. Adesso, al suo posto, si trova un palazzo con una targa commemorativa in cui il Comune di Milano chiede perdono, una scultura moderna raffigurante la colonna infame e una fiamma votiva tra il corso Porta Ticinese e Via Gian Giacomo Mora.

## Citazioni
La tragica vicenda di Mora fu oggetto di analisi nel trattato di Pietro Verri Osservazioni contro la tortura (1777) e nel saggio storico di Alessandro Manzoni Storia della colonna infame (1840).